# 可変ピッチプロペラ (航空)

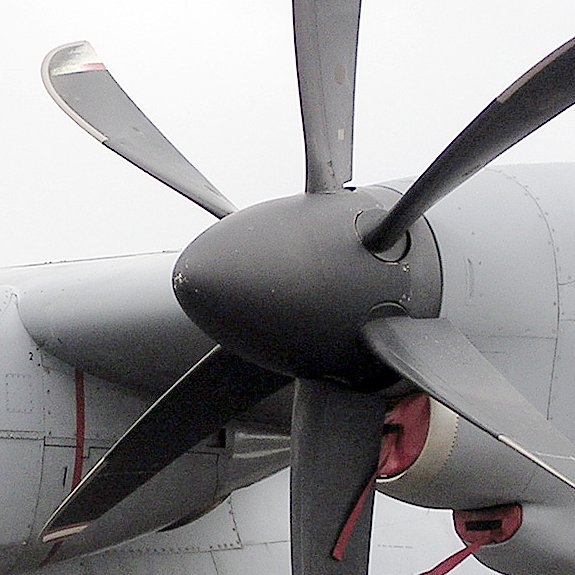
C-130J スーパー・ハーキュリーズの6翅ダウティ・ロートルR391複合素材可変および反転ピッチプロペラの一組

航空工学において可変ピッチプロペラ（かへんピッチプロペラ、英語: variable-pitch propeller）とは、プロペラ回転面と各ブレードの翼弦とのなす角（羽根角という）を変えることができるプロペラを示す。手動可変ピッチプロペラ（英語: controllable-pitch propeller）はブレードピッチの変更をパイロットが手動で行うものである。一方、定速プロペラ（恒速プロペラとも、英語: constant-speed propeller）は、操縦者が所望のエンジン回転数を設定すると、ブレードピッチは操縦者の介入なしにエンジン回転数を一定にするように自動的に制御される。プロペラピッチと、それに伴ってエンジン回転数を制御する装置はプロペラ・ガバナーないし定速装置と呼ばれる。
リバーシブル・プロペラ（英語: reversible propellers）はブレードピッチを負の値に設定できるものである。これによって、回転方向をかえることなく制動や地上で後退するための逆推力を発生することができる。
ある種の航空機では地上整備時にブレードピッチを変更できるものもあるが、これらは可変ピッチとはみなされていない。このようなプロペラは一般的には軽飛行機や超軽量動力機でのみ使用されている。

## 目的
航空機が静止していてプロペラが回転しているとき（無風状態で）、相対風ベクトルは側面からとなる。しかしながら、航空機が前進を始めると相対風ベクトルは前方向に増加し始める。プロペラのブレードピッチは相対風に対して最適な角度を保つように増大させる必要がある。
初期のプロペラは固定ピッチだったが、このようなプロペラではさまざま条件下で効率的ではなかった。プロペラのブレードピッチを離陸と上昇性能に合わせたものにすると、巡航時にはブレードの仰角が小さすぎて効率が低下する。逆に、巡航時によい性能を発揮するように設定されたプロペラは、低速では仰角が高すぎるため失速してしまう。
ブレード角を調整できるプロペラは、さまざまな条件下でより効率的である。可変ピッチ機能を有するプロペラは対気速度の広い範囲でほぼ一定の効率を保つことができる。
小仰角では、プロペラが1回転ごとに少しの空気しか動かせないために、小さなトルクしか必要としないが高い回転速度を必要とする。これは自動車のローギアの動作と同等である。巡航速度に達すると、運転者は速度を維持するのには十分な出力を高いギアに変速してエンジンの回転数を落とす。同じことがプロペラの仰角を大きくすることで飛行機でも実現できる。これは、プロペラが1回転あたりにより多くの空気を移動させるため、単位時間あたりには同等の量の空気を移動させながらエンジン回転数を落としても速度を維持できることを意味する。
可変ピッチプロペラの別の用途は、抗力を減らすためにプロペラのブレードをフェザリングすることである。これはブレードの前縁が進行方向に向くように回転させることを意味する。多発機では、1つのエンジンが故障した際にはそのエンジンのプロペラがフェザリングできれば抗力を低減でき、残ったエンジンを使用して飛行を継続することができる。単発機では、エンジン故障時にプロペラをフェザリングできれば抗力を低減して滑空特性を改善でき、操縦者に対して不時着する場所についての選択肢を増やすことができる。

## 機構
ピッチ変更には油圧、遠心力錘および電気制御の3種類の手法が用いられている。
エンジンの油圧は通常商用のプロペラ機およびコンチネンタルやライカミングのエンジンを搭載した軽飛行機で用いられている。定速装置（CSU）が搭載されていない航空機では、操縦者は油圧を用いてプロペラのブレードピッチを手動で変更する。
油圧動作は超軽量動力機にとっては高価で場所をとりすぎることがある。そこで、機械的ないし電気的に作動するプロペラが使われることがある。

### 定速プロペラ

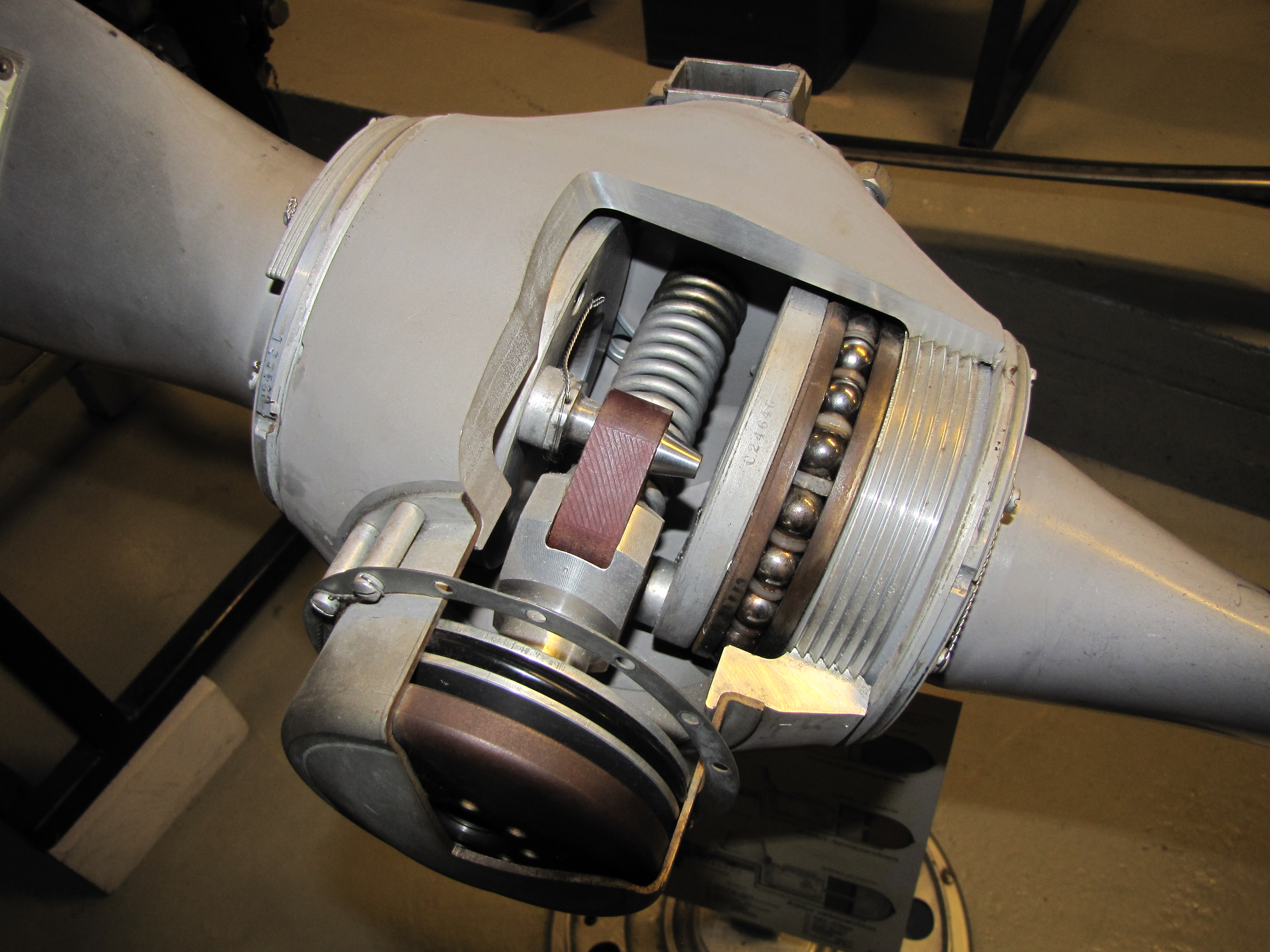
定速プロペラハブのカットモデル

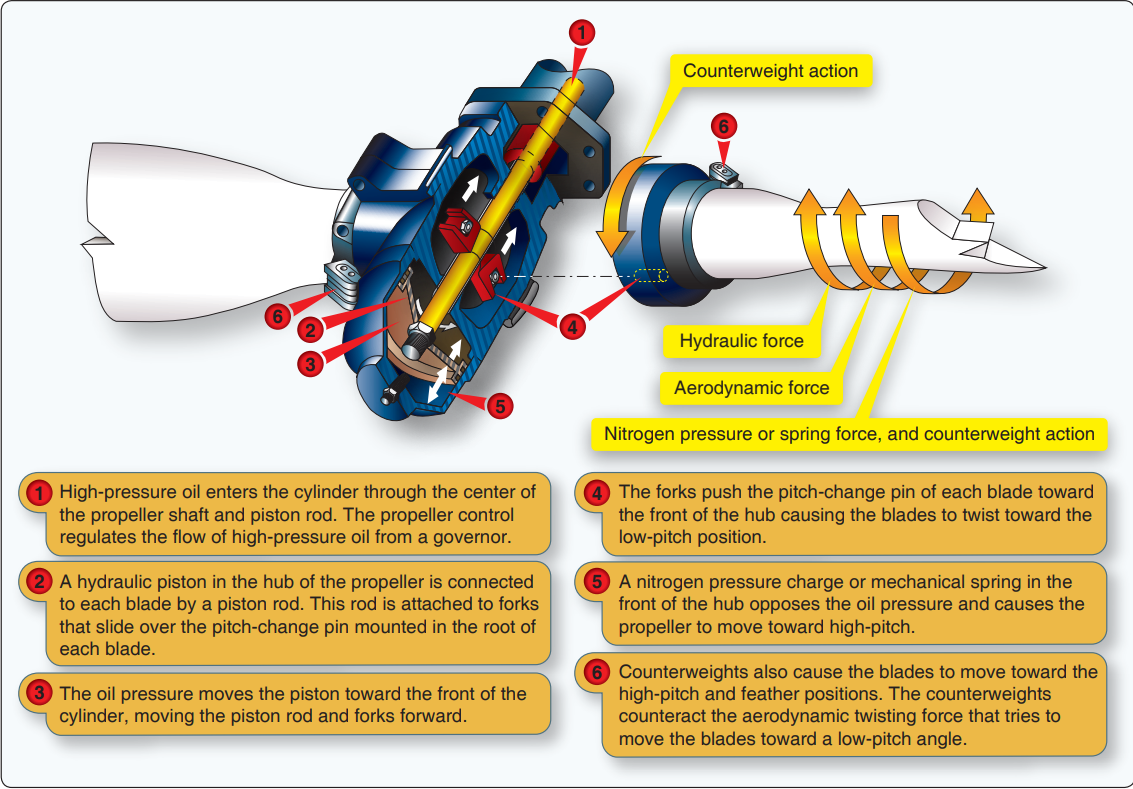
定速プロペラのピッチを変更する動作

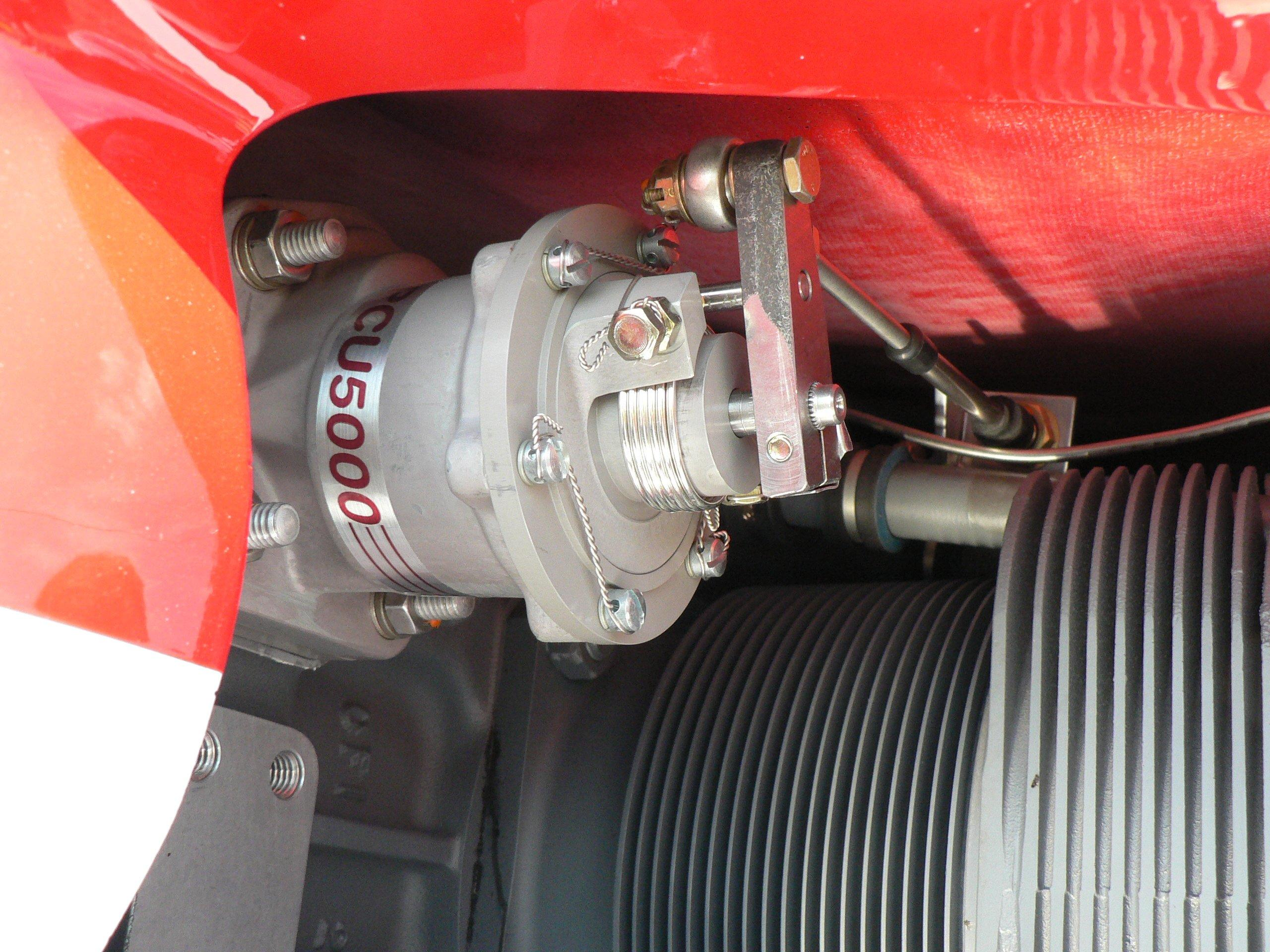
アメリカン・チャンピオン製航空機に取り付けられた、イホストロイ製PCU5000 プロペラ調速機

定速プロペラとは、航空機の運用状況の如何に関わらず、選択した回転数を維持するためにブレードピッチを自動的に変更する可変ピッチプロペラである。これは、プロペラのブレードピッチを自動的に変更する定速装置（英語: constant-speed unit、CSU）ないしプロペラ調速機（英語: propeller governor）を使用して実現される。
ほとんどのエンジンは回転数の狭い範囲で最高出力を発揮する。CSUは航空機が離陸中や巡航中なのかに関わらず、もっとも経済的な回転数でエンジンが動作するように制御する。CSUは、航空機の飛行速度に関係なくエンジンを最適な回転数で動作させることができることから、自動車においての無段変速と同等であると言える。航空機エンジン設計者にとってはCSUが点火系の設計を容易にするが、これは航空機のエンジンがおおよそ一定の回転数で動作することから、自動車用エンジンにおける進角装置を単純化することが可能だからである。
実質的に、すべての高性能プロペラ機は、特に高高度での燃料効率と性能を大幅に向上させるために定速プロペラを装備している。
定速プロペラの最初の試みは、遠心力で動作する機構で駆動されるもので、カウンターウェイトプロペラと呼ばれた。この動作は、ジェームズ・ワットが蒸気機関の速度を制限するために用いた遠心調速機と同様である。バネで保持された偏心錘がスピナーの近くないし内部に置かれている。プロペラが所定の回転数に達すると、遠心力によって錘が外側に振り出され、この動きがプロペラのピッチを急にするように捻る機構を駆動する。プロペラが遅くなり、バネが錘を引き戻すのに十分なだけ回転数が下がると、ピッチが緩やかなようにプロペラの角度が変更される。
多くのCSUはプロペラのピッチを制御するために油圧を使用している。一般的に、単発機の定速装置ではピッチを大きくするために油圧を使用している。CSUが故障した場合、プロペラは自動的にピッチが小さい状態に戻り、航空機を低速で扱えるようにする。これに対して、多発機ではCSUは一般的にピッチを小さくするために油圧を使用している。この場合、CSUが故障した際にはプロペラは自動的にフェザリング状態となり、航空機が残った正常なエンジンで飛行を継続する間、抗力を減少させる。「フェザリング解除蓄圧機」は、飛行中にエンジン再始動できたときに小さなプロペラピッチに戻すのに使用される。
単発機での動作は以下の通り：作動油がプロペラシャフトを通じて圧送され、ピッチを変更するための機構を駆動するピストンを押す。作動油の流量とピッチは、調速バネ、調速錘およびパイロットバルブで構成される調速機によって制御される。バネの圧縮力は、回転数を設定するプロペラ制御レバーによって設定される。調速機は、エンジンが回転過剰ないし回転不足になる状況が発生するまでこの回転数を維持する。回転過剰になる状況が発生すると、プロペラは所望の回転数よりも速く回転し始める。これは航空機が降下して対気速度が増加したときに発生する。調速錘は、遠心力によって外向きに引っ張られ、調速バネをさらに圧縮する。このような状態では、ピストンが先行弁を開いてリザーバータンクからハブに向かって作動油が流れるように前進する。この油圧の増大がプロペラのピッチ角を増大させることで所望の値まで回転数が低下する。反対に航空機が上昇して対気速度が減少すると回転不足の状況となり、上記と逆の動作が行われる。これらの過程は飛行中を通して頻繁に行われる。
操縦者は、CSUを搭載した航空機を飛行させる許可を得る前に、追加の訓練及びほとんどの管轄区域で正式な承認が必要である。アメリカ合衆国では、超軽量動力機規制の下で認定された航空機にCSUを取り付けることは許可されていない。

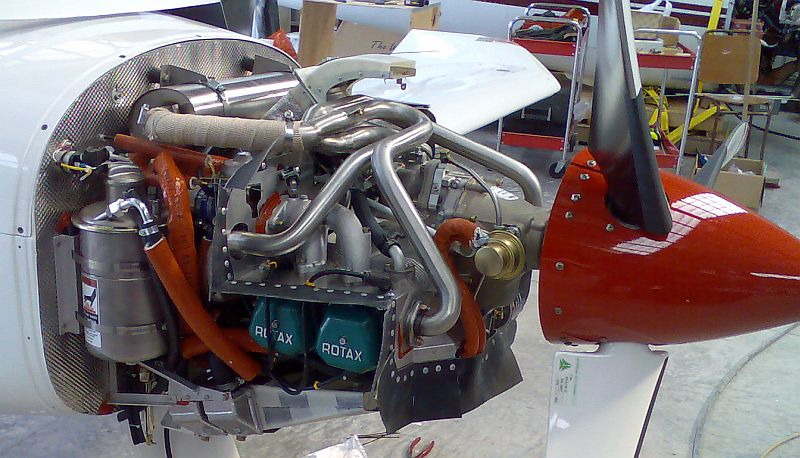
ダインエアロ MCR01 超軽量動力機に搭載されたロータックス 912Sの油圧式定速プロペラ

定速装置（CSU)）を備えたロータックス 912のような小さく、近代的なエンジンでは、伝統的な油圧方式ないし電気式のピッチ制御機構が使われている。

## 歴史

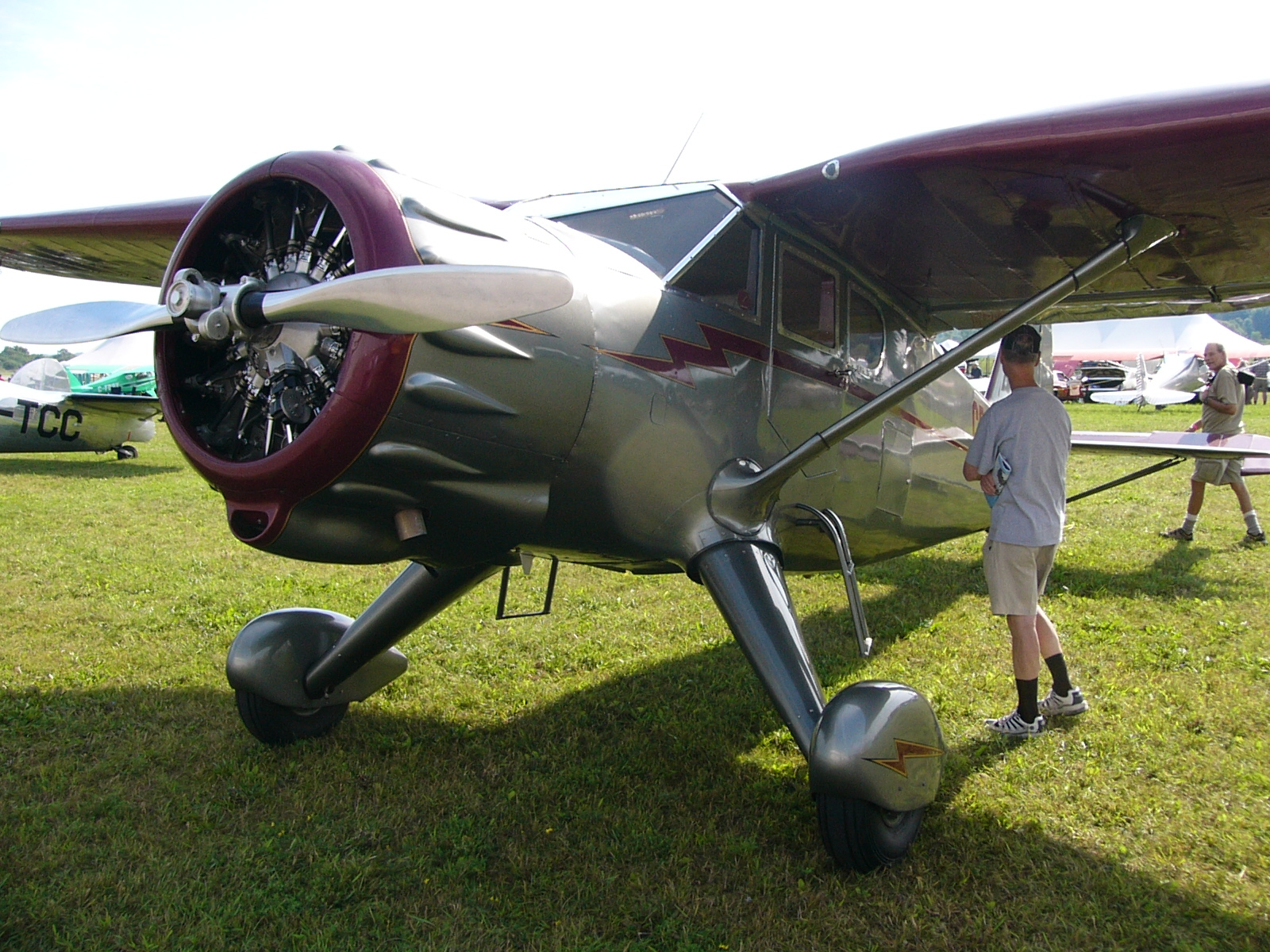
1943年型スティンソン V77 リライアントに搭載されたハミルトン・スタンダード可変ピッチプロペラ

アリオット・ヴァードン・ローや、ルイ・ブレゲーなどの初期の航空界のパイオニアたちは航空機が着陸中にだけ調整可能なプロペラを使用していた。これは、第一次世界大戦後期の生産量の少ないドイツの「巨大な」4発重爆撃機であるツェッペリン・シュターケン R.VI（1917年と1918年に56機製造された）を用いた実証試験機"R.30/16" にも当てはまった。。
1919年にL.E.ベインズが最初の自動可変ピッチエアスクリューの特許を取得した。カナダ、ニューブランズウィック州セント・ジョンのウォレス・ルパート・ターンブルはカナダで1918年に最初の可変ピッチプロペラを作り出したと登録されている。
フランスの飛行機会社ピエール・ルヴァッスールは1921年のパリ航空ショーに可変ピッチプロペラを出品した。同社はフランス政府がこの装置を10時間に渡って試験し、あらゆるエンジン回転数でピッチを帰ることができたと主張した。
ヘンリー・セルビー・ヘル＝ショー博士とT.E.ビーチャムは1924年に油圧作動可変ピッチプロペラ（可変ストロークポンプを基にしたもの）の特許を取得し、1928年にこの主題に関する論文を、その有用性に懐疑的だった王立航空協会に提出した。このプロペラばグロスター・エアクラフト社とともに、グロスター・ヘル＝ショー・ビーチャム可変ピッチプロペラとして開発されて、グロスター グリーブに取り付けてほぼ一定の回転数を維持する実演が行われた。
最初の実用の航空機用ピッチ制御プロペラがポピュラーメカニクス誌上で1932年に発表された。フランスの企業ラチェは、1928年からさまざまな設計の可変ピッチプロペラを開発し、作動を容易にするブレード取り付け部の特殊なボールベアリング式螺旋斜面で信頼性を高めた。ウォルター・S・フーヴァーの可変ピッチプロペラについての特許が1934年に米国で登録された。
プロペラハブの中の小仰角（離陸時）から大仰角（巡航時）まで動かすために、圧縮空気の小さな袋（ブラダー）がバネに対する必要な力を供給するものなど、いくつかの設計が試された。適切な大気速度にに達すると、プロペラスピナーの前のディスクが圧力を解放するためにブラダーのエアリリースバルブを十分に押し、バネがプロペラを大仰角に変化させる。このような「空気圧」プロペラがデ・ハビランド DH.88 コメットに搭載され、1934年のマックロバートソン・エアレースで優勝し、コードロン C.460はミシェル・デトロワイヤの操縦で1936年のナショナル・エア・レースで優勝した。これらの空気圧プロペラを使用するには、離陸前にプロペラを小仰角に設定する必要があった。この作業は自転車用のポンプでブラダーを加圧して行われ、このことからフランスでは今日に至るまで航空機の地上整備員を Gonfleurs d'hélices（プロペラを膨らませる少年）という風変わりなあだ名が付けられた。
ピッチ制御プロペラの一般的な形式は油圧動作であり、ユナイテッド・エアクラフトのハミルトン・スタンダード部門のフランク・W・コールドウェルがこの設計を最初に発明し、1933年のコリアー・トロフィーへと導いた。その後、デ・ハビランドはイギリスでのハミルトンプロペラの製造権を取得し、ロールス・ロイスとブリストル飛行機は自社設計のプロペラを製造するためにイギリス企業ロートルを設立した。フランス企業のピエール・ルヴァッスールとアメリカ合衆国のスミス・エンジニアリングもピッチ制御プロペラを開発した。ウィリー・ポスト（1898-1935）は何度かの飛行でスミスのプロペラを使用した。
別の電動機構は最初にウォーレス・ターンブルによって開発され、カーチス・ライト社によって改良された。
1927年6月6日にカナダのオンタリオ州キャンプ・ボーデンでテストされ、1929年に特許登録された(アメリカ合衆国特許第 1,828,348号)。第二次世界大戦（1939-1945）の何人かのパイロットは、エンジンが停止したときにフェザリングできることからこの機構を気に入った。油圧動作プロペラでは、フェザリングするためにはエンジンの油圧が失われる前に操作する必要がある。